# Малютин, Иван Андреевич
Ива́н Андре́евич Малю́тин (5 [17] января 1891, Балково, Серпуховский округ — 1932, Москва) — русский, советский художник, живописец, график, плакатист, карикатурист.

## Биография
Родился 5 (17) января 1891 года в деревне Балково Тульской губернии.
В 1911 году окончил Строгановское художественно-промышленное училище по классу Н. Андреева. Участвовал в творческих объединениях «Бубновый Валет», «Свободное искусство», Общество московских художников. Работал художником в еженедельном иллюстрированном журнале «Рампа и жизнь». С 1911 года участвовал в оформлении спектаклей оперного театра С. Зимина.
С 1918 года преподавал в Государственных свободных художественных мастерских (ВХУТЕИН). В 1919—1921 годах — один из ведущих художников «Окон сатиры РОСТА». В 1919—1932 годах — художник-карикатурист в сатирических журналах «Крокодил», «Бегемот», «Безбожник у станка», «Заноза», «Красный перец», «Смехач».

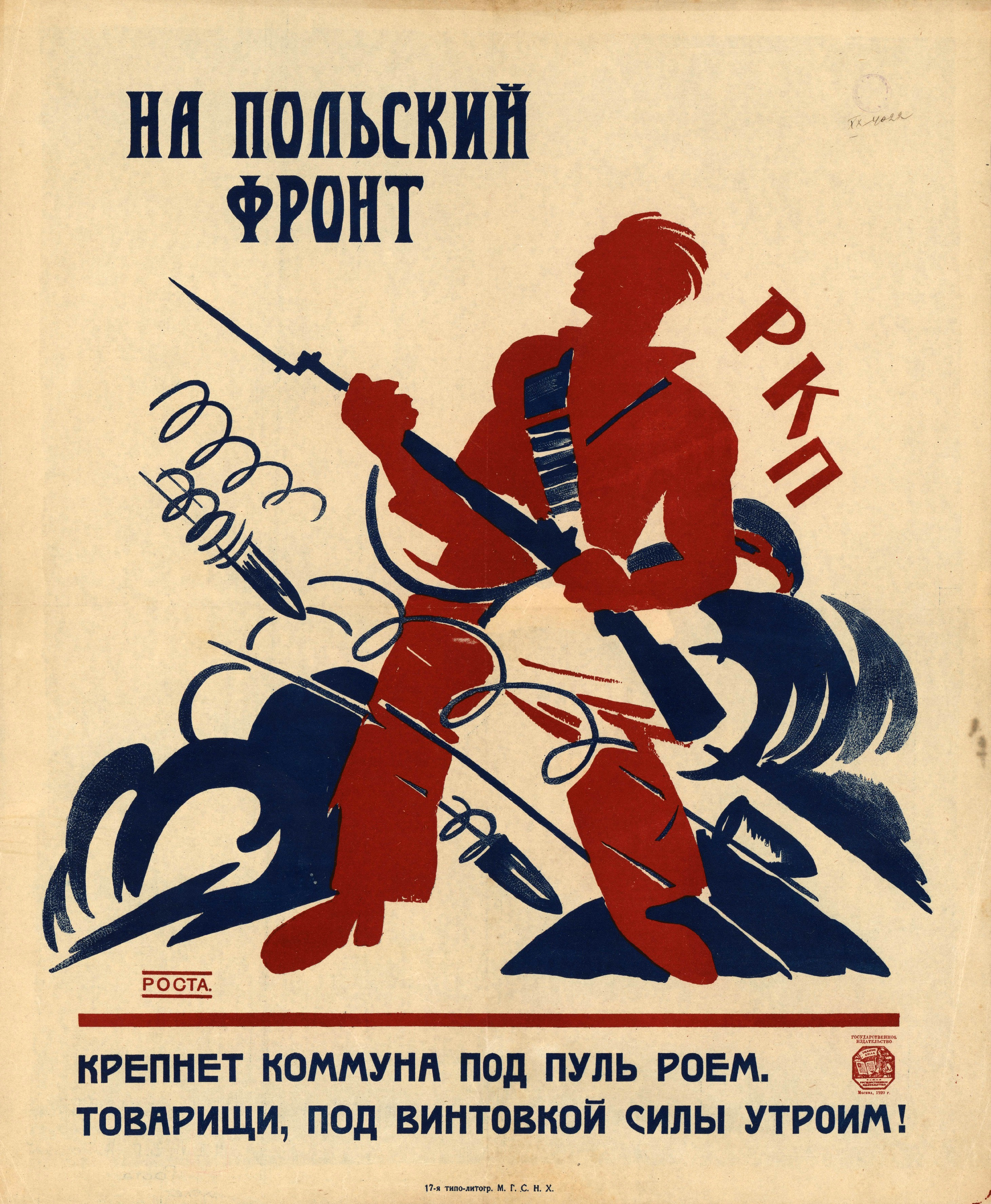
«Окна сатиры РОСТА» «На польский фронт»
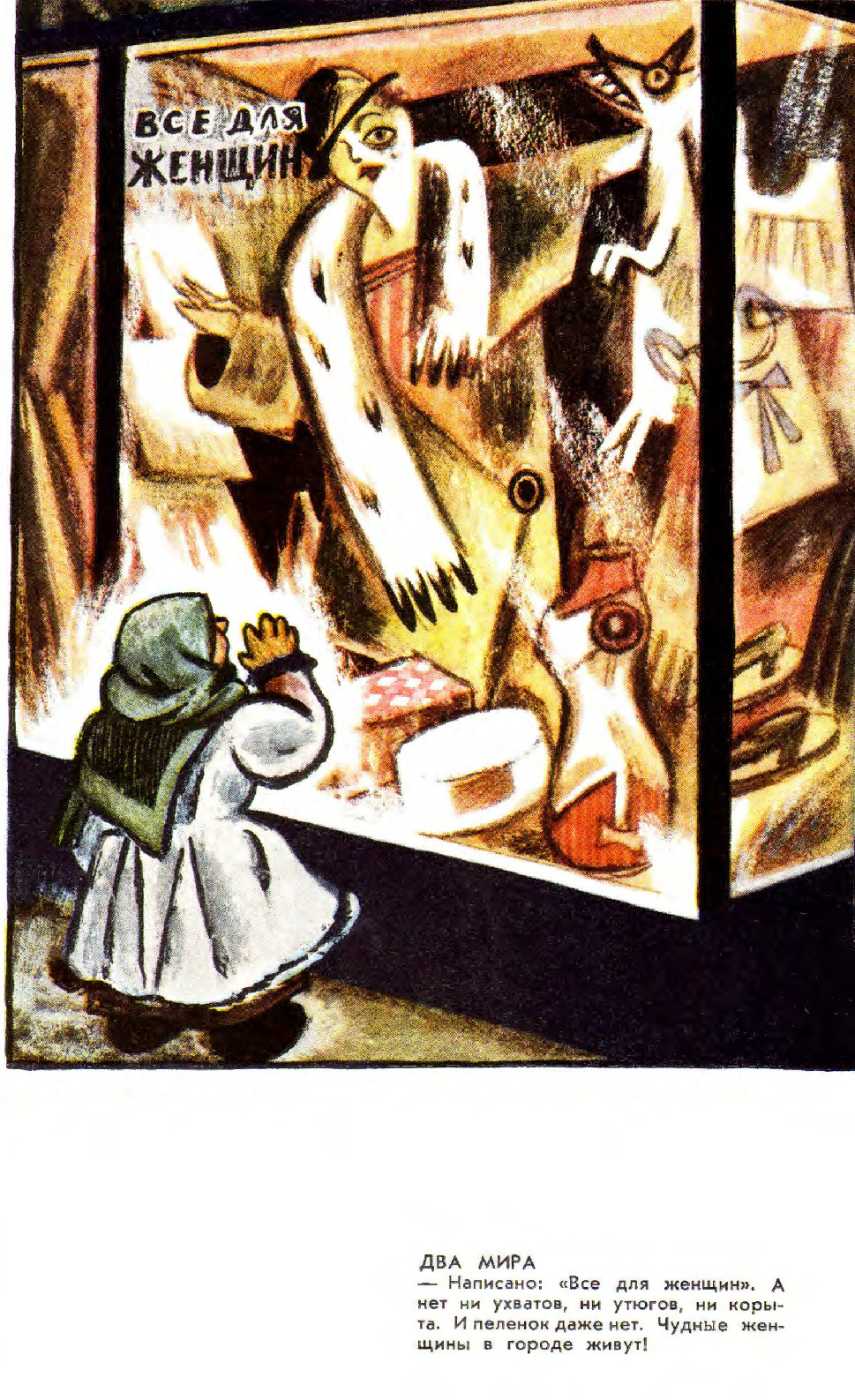
Карикатура Ивана Малютина «Два мира»
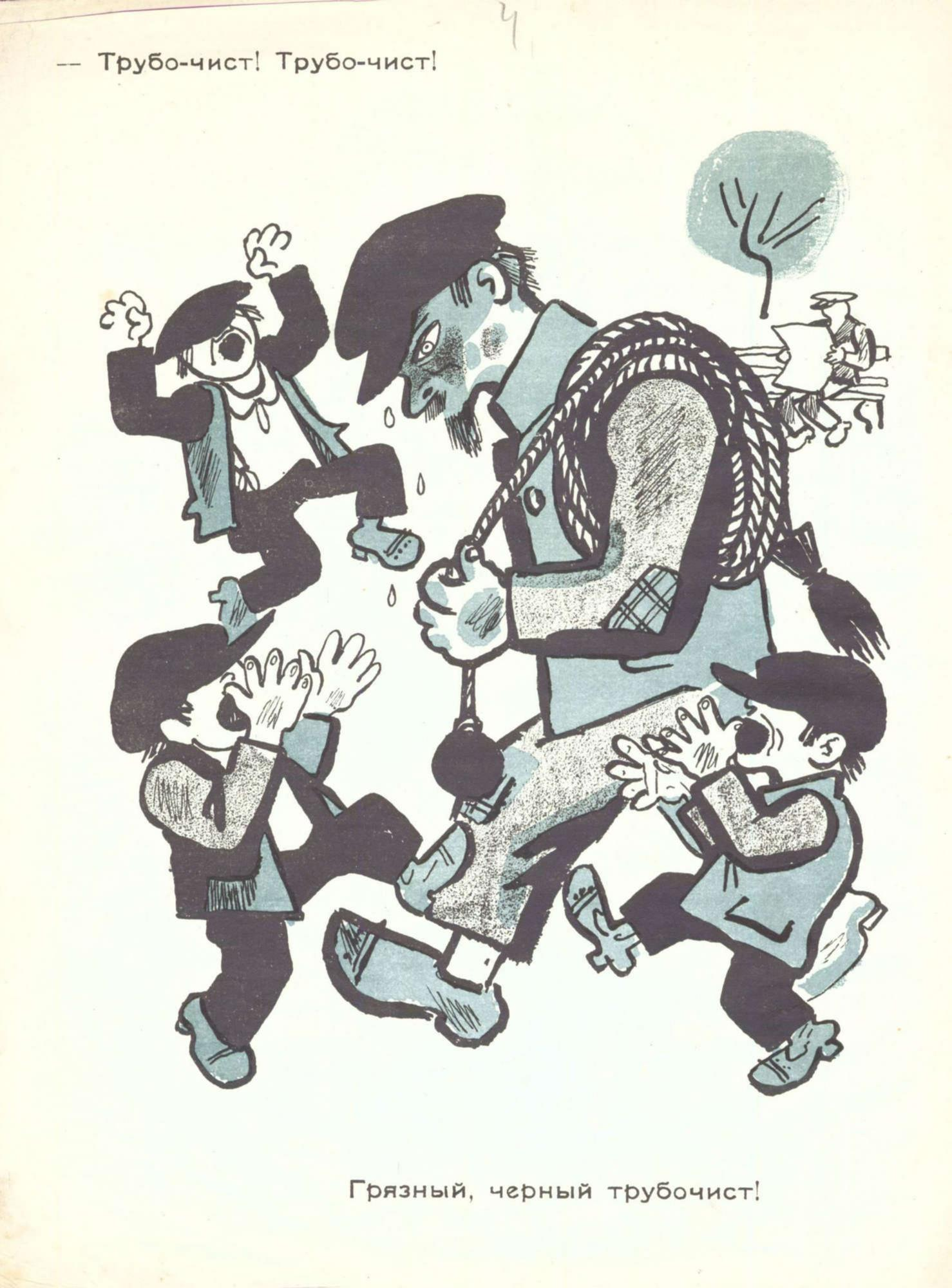
Иллюстрация Ивана Малютина из книги Николай Агнивцева «В защиту трубочиста»
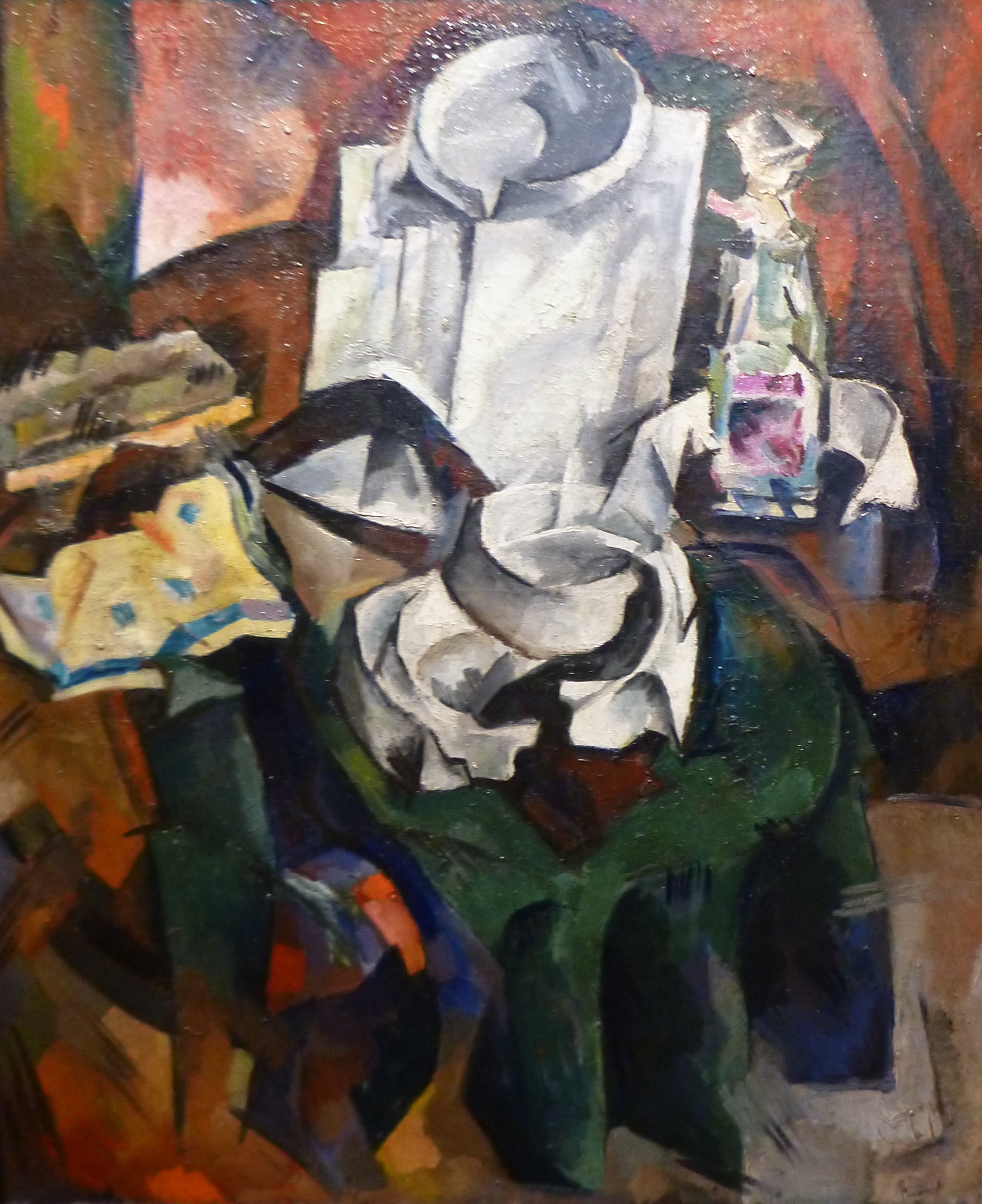
«Натюрморт с мужской сорочкой»

Работы Ивана Малютина хранятся в фондах Российской государственной Библиотеки в Москве. Кубистическая картина «Натюрморт с мужской сорочкой» (1920) хранится в Екатеринбургском музее изобразительных искусств.